# Austrodontura castletoni
Austrodontura castletoni is een rechtvleugelig insect uit de familie sabelsprinkhanen (Tettigoniidae). De wetenschappelijke naam van deze soort is voor het eerst geldig gepubliceerd in 2011 door Naskrecki & Bazelet.
1. ↑  (en) Austrodontura castletoni op de IUCN Red List of Threatened Species.